# Kinturi (sjö i Pihtipudas, Mellersta Finland)
Kinturi är en sjö i kommunen Pihtipudas i landskapet Mellersta Finland i Finland. Sjön ligger 163 meter över havet. Den är 8 meter djup. Arean är 1,33 kvadratkilometer och strandlinjen är 10,84 kilometer lång. Sjön  ingår i Kymmene älvs huvudavrinningsområde.   Den ligger omkring 120 kilometer norr om Jyväskylä och omkring 360 kilometer norr om Helsingfors. 